# Liste d'espèces de reptiles décrites entre 1991 et 1995
De nouvelles espèces vivantes sont régulièrement définies chaque année.
L'apparition d'une nouvelle espèce dans la nomenclature peut se faire de trois manières principales :
- découverte dans la nature d'une espèce totalement différente de ce qui est connu jusqu'alors,
- nouvelle interprétation d'une espèce connue qui s'avère en réalité être composée de plusieurs espèces proches mais bien distinctes. Ce mode d'apparition d'espèce est en augmentation depuis qu'il est possible d'analyser très finement le génome par des méthodes d'étude et de comparaison des ADN, ces méthodes aboutissant par ailleurs à des remaniements de la classification par une meilleure compréhension de la parenté des taxons (phylogénie). Pour ce type de création de nouvelles espèces, deux circonstances sont possibles : soit une sous-espèce déjà définie est élevée au statut d'espèce, auquel cas le nom, l'auteur et la date sont conservés, soit il est nécessaire de donner un nouveau nom à une partie de la population de l'ancienne espèce,
- découverte d'une nouvelle espèce par l'étude plus approfondie des spécimens conservés dans les musées et les collections.

Ces trois circonstances ont en commun d'être soumises au problème du nombre de spécialistes mondiaux compétents capables de reconnaître le caractère nouveau d'un spécimen. C'est une des raisons pour lesquelles le nombre d'espèces nouvelles chaque année, dans une catégorie taxinomique donnée, est à peu près constant. 
Pour bien préciser le nom complet d'une espèce, le (ou les) auteur(s) de la description doivent être indiqués à la suite du nom scientifique, ainsi que l'année de parution dans la publication scientifique. Le nom donné dans la description initiale d'une espèce est appelé le basionyme. Ce nom peut être amené à changer par la suite pour différentes raisons.
Dans la mesure du possible, ce sont les noms actuellement valides qui sont indiqués, ainsi que les découvreurs, les pays d'origine et les publications dans lesquelles les descriptions ont été faites.

## 1991

### Espèces décrites en 1991

#### Serpents

##### Typhlopidés
- Typhlops yonenagae Rodrigues, 1991

Serpent typhlopidé
- Typhlops hypomethes Hedges et Thomas, 1991

Serpent typhlopidé

##### Vipéridés
- Bothrops campbelli Freire-Lascano, 1991

### Espèces fossiles (1991)

#### Crocodiliens
- Australosuchus clarkae Willis & Molnar, 1991

Mékosuchidé découvert en Australie.

#### Dinosaures
- Euronychodon portucalensis Telles-Antunes et Sigogneau-Russel, 1991
- Tochisaurus nemegtensis Kurzanov et Osmolska, 1991

Dinosaure théropode découvert dans le Crétacé de Mongolie.
- Velocisaurus unicus Bonaparte, 1991

Dinosaure noasauridé découvert dans le Crétacé d'Argentine.

## 1992

### Espèces vivantes décrites en 1992
- Altiphylax baturensis (Khan et Baig, 1992)

Gekkonidé découvert en Inde et Pakistan.

### Nouvelles sous-espèces vivantes (1992)
- Macrovipera lebetina cernovi (Chikin et Szczerbak, 1992)

Vipéridé découvert dans le Caucase.
- Macrovipera lebetina transmediterranea (Nilson et Andrén, 1992)

Décrite initialement sous le nom de Vipera lebetina transmediterranea.

### Espèces fossiles (1992)

#### Dinosaures
- Edmarka rex Bakker & al., 1992

Mégalosauridé découvert dans le Wyoming. Synonyme de Torvosaurus tanneri Galton & Jensen, 1979
- Gigantspinosaurus sichuanensis Ouyang, 1992

Stégosaure découvert en Chine dans le Jurassique du Sichuan, d'où son épithète spécifique.

## 1993

### Espèces vivantes décrites en 1993

#### Lézards
- Xenosaurus rectocollaris Smith et Iverson, 1993

Xénosauridé découvert au Mexique.

#### Serpents
- Ramphotyphlops chamodracaena, 1993

Typhlopidé
- Ramphotyphlops pilbarensis, 1993

Typhlopidé
- Ramphotyphlops silvia, 1993

Typhlopidé
- Typhlops castanotus Wynn et Leviton, 1993

Serpent typhlopidé
- Typhlops collaris Wynn et Leviton, 1993

Serpent typhlopidé
- Typhlops marxi Wallach, 1993

Serpent typhlopidé

### Nouvelles sous-espèces vivantes (1993)
- Vipera ursinii moldavica Nilson, Andrén et Joger, 1993

Vipéridé.

### Espèces fossiles (1993)

#### Crocodiliens
- Kambara murkonensis Willis & al., 1993

Mékosuchidé.
- Trilophosuchus reckhami Willis, 1993

Crocodilidé mékosuchiné découvert dans le Miocène du Queensland.

#### Dinosaures
- Alxasaurus elesitaiensis Russel et Dong, 1993

Alxasauridé découvert dans le Crétacé de Mongolie.
- Anasazisaurus horneri Hunt et Lucas, 1993

Dinosaure hadrosauridé découvert en Amérique du nord (États-Unis). Le nom du genre évoque les Anasazi, ancien peuple amérindien.
- Lophostropheus airelensis (Cuny et Galton, 1993)
- Malawisaurus dixeyi Jacobs et al., 1993

Dinosaure titanosauridé découvert dans le Crétacé du Malawi.
- Naashoibitosaurus ostromi Hunt & Lucas, 1993

Hadrosauridé découvert aux États-Unis.
- Pararhabdodon isonensis Casanovas-Cladellas & al., 1993

Hadrosauridé découvert en Espagne.
- Sinornithoides youngi Russell et Dong, 1993

Dinosaure troodontidé découvert dans le Crétacé de Chine.

#### Lézards
- Ligerosaurus pouiti (Augé, 1993)

Lacertidé découvert le 31/3/1974 dans les faluns d'Anjou (Miocène moyen). Décrit initialement sous le nom de Pseudeumeces pouiti.

## 1994

### Espèces vivantes décrites en 1994

#### Tortues
- Elusor macrurus Cann et Legler, 1994

Chélidé .
- Cuora bourreti, 1994

Géoémydidé déciuvert au Vietnam.

#### Lézards
- Gekko badenii Shcherbak et Nekrasava, 1994

Gekkonidé découvert au Vietnam.
- Gekko grossmanni Günther, 1994

Gekkonidé découvert au Vietnam.
- Gekko ulikovskii Darevsky et Orlov, 1994

Gekkonidé découvert au Vietnam.
- Vietnascincus rugosus, 1994

#### Serpents

##### Typhlopidés
- Cyclotyphlops deharvengi, 1994

Typhlopidé

##### Vipéridés
- Bothrops jonathani, 1994

### Espèces fossiles (1994)

#### Crocodiliens
- Quinkana timara Megirian, 1994

Mékosuchidé.

#### Dinosaures

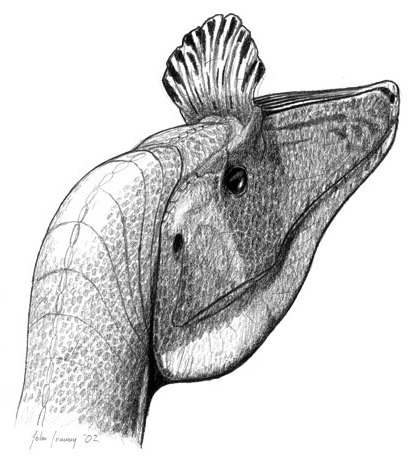
Cryolophosaurus ellioti

- Cryolophosaurus ellioti Hammer et Hickerson, 1994

Sinraptoridé découvert dans l'Antarctique en 1991.
- Phuwiangosaurus sirindhornae Martin, Buffetaut et Suteethorn, 1994

Sauropode découvert dans les collines de Phu Wiang, dans la province de Khon Kaen, en Thaïlande.
- Sinraptor dongi Currie et Zhao, 1994

Dinosaure carnosaure découvert en Chine.
- Pelecanimimus polydon Perez-Moreno et al., 1994

Dinosaure théropode découvert dans le Crétacé d'Espagne.

#### Ptérosaures
- Arthurdactylus conandoylei Frey & Martill, 1994

Découvert au Brésil. Le nom scientifique se réfère à Arthur Conan Doyle, qui évoque les ptérosaures dans Le Monde perdu.

## 1995

### Espèces vivantes décrites en 1995

#### Lézards
- Lygodactylus blancae Pasteur, 1995

Gekkonidé.
- Anolis alayoni Estrada et Hedges, 1995

Polychrotidé découvert à Cuba.

#### Serpents
- Leptotyphlops albiventer, 1995

Leptotyphlopidés.
- Oxybelis wilsoni, 1995

Colubridé découvert dans l'île de Roatán (Honduras) .
- Vipera lotievi Nilson, Tuniyev, Orlov, Höggren et Andrén, 1995

Vipéridé découvert dans le Caucase.

### Nouvelles sous-espèces (1995)
- Phelsuma borbonica mater Meier, 1995

Gecko découvert à la Réunion.

### Espèces fossiles (1995)

#### Crocodiliens
- Allognathosuchus gracilis Rauhe et Rossmann, 1995

Découvert dans l'Éocène de Messel en Allemagne.

#### Dinosaures

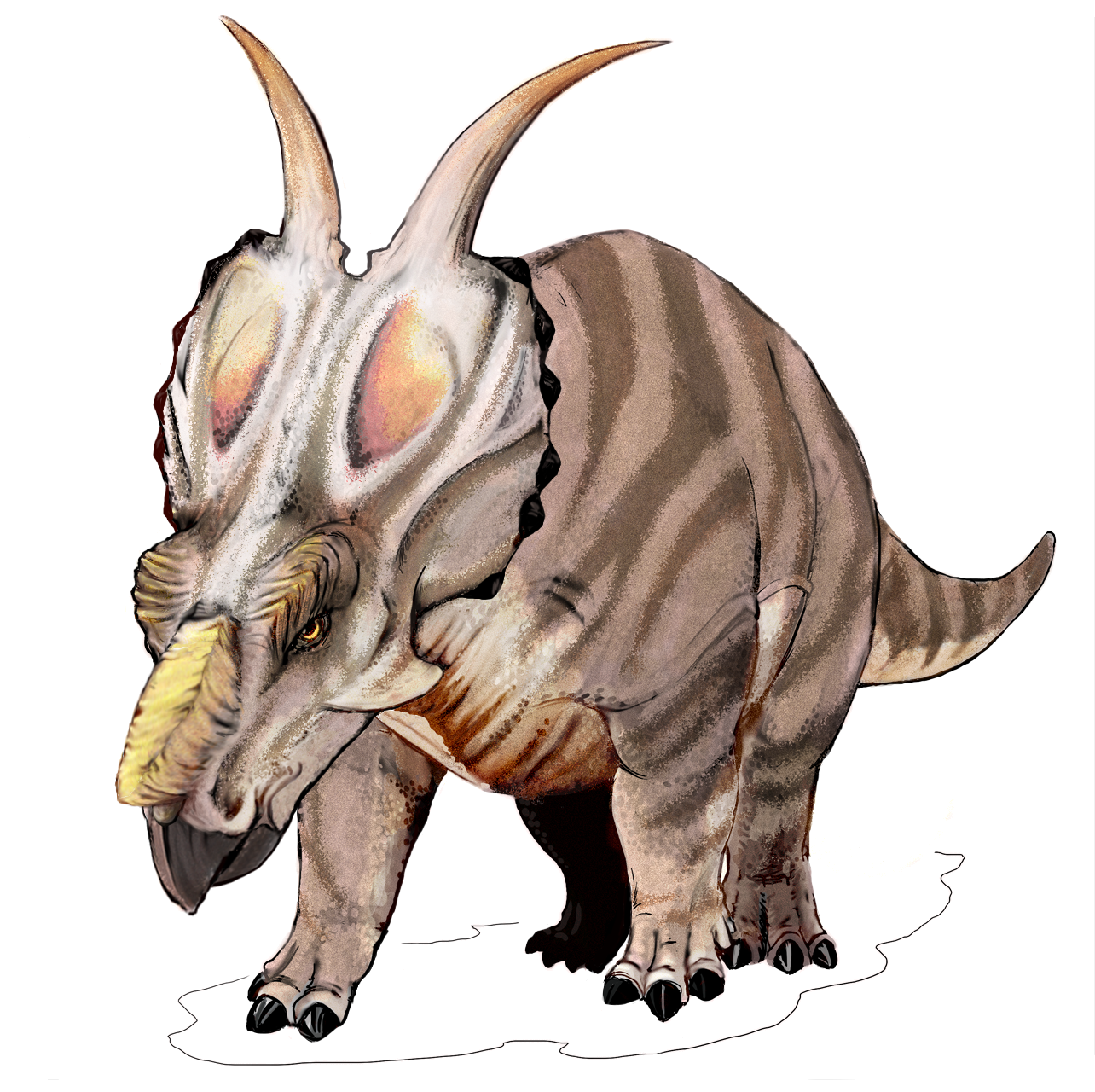
Achelousaurus horneri, cératopsidé décrit en 1995

- Achelousaurus horneri Sampson, 1995

Cératopsidé découvert en Amérique du nord. L'épithète spécifique honore le paléontologue Jack Horner.
- Gigantosaurus carolinii Corria et Salgado, 1995

Dinosaure carcharodontosauridé découvert en Argentine.
- Ampelosaurus atacis Le Loeuff, 1995

Dinosaure titanosaure découvert en France. Le nom du genre rappelle que cette espèce a été découverte à proximité d'un vignoble (produisant de la blanquette de Limoux).
- Genusaurus sisteronis Accarie, Beaudoin, Déjàx, Fries, Michard et Taquet, 1995

Dinosaure abélisauroïde découvert dans le Crétacé de France.
- Bugenasaura infernalis Galton, 1995

Hypsilophodontidé.
- Euronychodon asiaticus Nessov, 1995